# Sítio Novo do Tocantins
Sítio Novo do Tocantins là một đô thị thuộc bang Tocantins, Brasil. Đô thị này có diện tích 324,102 km², dân số năm 2007 là 9261 người, mật độ 28,57 người/km².